# Marquês de Bath
Marquês de Bath é um título do Pariato da Grã-Bretanha. Foi criado em 1789 para Thomas Thynne, 3.º Visconde Weymouth. O Marquês detém os títulos subsidiários de Barão Thynne, de Warminster, no Condado de Wiltshire, e Visconde Weymouth, ambos criados em 1682 no Pariato de Inglaterra. Ele é também baronete no Baronetado de Inglaterra.

## História da família até 1800

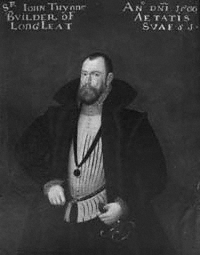
Sir John Thynne (falecido em 1580)

A família Thynne descende do soldado e cortesão Sir John Thynne (falecido em 1580), que construiu Longleat House entre 1567 e 1579. Em 1641, o seu bisneto Henry Frederick Thynne foi criado Baronete de Caus Castle, no Baronetado de Inglaterra (algumas fontes afirmam que a designação territorial é "Kempsford, no Condado de Gloucester"). Ele foi sucedido pelo seu filho, o segundo Baronete, que representou a Universidade de Oxford e Tamworth na Câmara dos Comuns e também serviu como enviado à Suécia. Em 1682, foi elevado ao Pariato de Inglaterra como Barão Thynne, de Warminster, no Condado de Wilts, e Visconde Weymouth, no Condado de Dorset, com sucessão para os seus irmãos mais novos, James Thynne (que morreu solteiro) e Henry Frederick Thynne, e para os herdeiros masculinos.
Lord Weymouth morreu sem deixar descendência masculina sobrevivente em 1714 (um dos seus três filhos, o Honorável Henry Thynne, representou Weymouth e Melcombe Regis e Tamworth no Parlamento, mas faleceu em 1708, deixando apenas filhas) e foi sucedido nos títulos nobiliárquicos (de acordo com as sucessões especiais) pelo seu sobrinho-bisneto, o segundo Visconde. Este era neto do Henry Frederick Thynne, irmão do primeiro Visconde. Casou-se, em segundas núpcias, com Louisa Carteret, filha de John, Conde Granville, neto por linha feminina de John, 1.º Conde de Bath da segunda criação (um título que se extinguiu em 1711). Lorde Weymouth foi sucedido pelo seu filho mais velho, o terceiro Visconde, um estadista de destaque que serviu como Secretário de Estado para o Departamento do Norte e como Secretário de Estado para o Departamento do Sul. Em 1789, o título de Bath, anteriormente detido pelos seus antepassados, foi restaurado quando foi criado Marquês de Bath. De forma invulgar, o Condado de Bath foi recriado ainda durante a vida do Marquês para Laura Pulteney, herdeira do Conde de Bath da quarta criação. Normalmente, os nomes de locais já usados por títulos existentes são evitados na criação de novos. Este condado extinguiu-se com a sua morte em 1808.

## História da família de 1800 – presente
O filho do 1.º Marquês, Thomas, 2.º Marquês, foi deputado conservador por Weobley e Bath e serviu como Lorde Tenente de Somerset. O seu filho mais velho, Thomas, representou Weobley no Parlamento, mas faleceu dois meses antes do seu pai. Lorde Bath foi, assim, sucedido pelo seu segundo filho, Henry, 3.º Marquês, que faleceu três meses depois. Henry foi capitão da Marinha Real e também deputado por Weobley. O seu filho John, 4.º Marquês, sucedeu ao título aos seis anos de idade; foi Presidente do Conselho do Condado de Wiltshire e Lorde Tenente de Wiltshire. Foi sucedido pelo seu filho mais velho, Thomas, 5.º Marquês, um político conservador que serviu brevemente como Subsecretário de Estado para a Índia em 1895. O seu segundo filho, mas o mais velho sobrevivente, Henry, 6.º Marquês, representou Frome na Câmara dos Comuns como conservador.
O segundo filho do 6.º marquês, Alexandre, o 7.º marquês, sucedeu-lhe em 1992. Era um conhecido político, autor e artista. É mais conhecido por andar a passear por Longleat, o seu enorme apartamento isabelino em Wiltshire.
Os títulos são atualmente detidos por Ceawlin Thynn, filho do 7.º Marquês.

## Outros membros da família

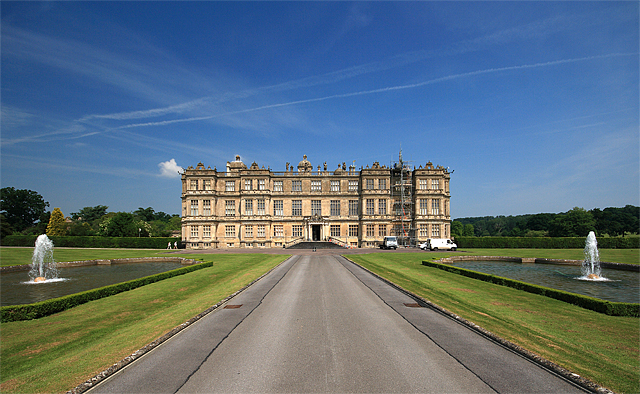
Longleat, sede dos Thynnes

Henry Thynne, segundo filho do segundo Visconde, sucedeu às propriedades Carteret através da sua mãe e assumiu o apelido de Carteret em vez de Thynne. Em 1784, foi criado Barão de Carteret, com o remanescente para os filhos mais novos do seu irmão, o primeiro Marquês de Bath (ver Barão de Carteret para mais informações sobre este título). Vários outros membros da família Thynne também foram distinguidos. O Reverendo Lord John Thynne, terceiro filho do segundo Marquês, foi sub-Deão da Abadia de Westminster; o seu sétimo filho foi o Major-General Sir Reginald Thomas Thynne (1843-1926). Lorde Henry Thynne, segundo filho do terceiro Marquês, foi um político conservador e desempenhou nomeadamente o cargo de Tesoureiro da Casa de 1875 a 1880. Lorde Alexander Thynne, terceiro filho do quarto marquês, representou Bath na Câmara dos Comuns de 1910 a 1918.
A sede da família é Longleat House.

## Brasão
As armas ostentadas pela família Thynne são: esquartelado: 1.º e 4.º, faixado de dez peças de ouro e negro (Botteville); 2.º e 3.º, de prata, um leão rampante de cauda anudada e erguida de vermelho (Thynne). Isto pode ser descrito como: um escudo dividido em quatro partes, sendo o canto superior esquerdo e o canto inferior direito compostos por dez faixas horizontais alternadas de ouro e negro (representando a família Boteville); e o canto superior direito e o canto inferior esquerdo brancos, com um leão rampante vermelho de cauda anudada (representando a família Thynne).

## Os primeiros Thynnes de Longleat
- Sir John Thynne, o Velho (1515–1580), o construtor de Longleat
- Sir John Thynne, o Jovem (1555–1604), filho de Sir John Thynne, o Velho
- Sir Thomas Thynne ( ca. 1578–1639), filho de Sir John Thynne, o Jovem
- Sir James Thynne (1605–1670), filho de Sir Thomas Thynne
- Thomas Thynne (1648–1682), sobrinho de Sir James Thynne, neto de Sir Thomas Thynne

## Baronetes Thynne, do Castelo Cause (1641)
- Sir Henry Frederick Thynne, 1.º Baronete (1615–1680), filho de Sir Thomas Thynne ( ca. 1578–1639)
- Sir Thomas Thynne, 2.º Baronete (1640–1714) (criado Visconde Weymouth em 1682)

## Viscondes Weymouth (1682)
- Thomas Thynne, 1.º Visconde Weymouth (1640–1714)
  - O Hon. Henry Thynne (1675–1708)
- Thomas Thynne, 2º. Visconde Weymouth (1710–1751)
- Thomas Thynne, 3.º Visconde Weymouth (1734–1796) (criado Marquês de Bath em 1789)

## Marqueses de Bath (1789)

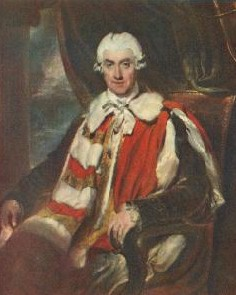
Thomas Thynne, 1.º Marquês de Bath.

- Thomas Thynne, 1.º Marquês de Bath (1734–1796)
- Thomas Thynne, 2.º Marquês de Bath (1765–1837)
- Henry Frederick Thynne, 3.º Marquês de Bath (1797–1837)
- John Alexander Thynne, 4.º Marquês de Bath (1831–1896)
- Thomas Henry Thynne, 5.º Marquês de Bath (1862–1946)
- Henry Frederick Thynne, 6.º Marquês de Bath (1905–1992)
- Alexander George Thynn, 7.º Marquês de Bath (1932–2020)
- Ceawlin Henry Laszlo Thynn, 8.º Marquês de Bath (nascido em 1974)

O herdeiro aparente é o filho do 8.º Marquês, John Alexander Ladi Thynn, Visconde de Weymouth (nascido em 2014).